# NFL Touchdown
『NFL Touchdown』（エヌエフエル・タッチダウン）は、1988年10月2日から1990年3月25日まで日本テレビ系列局で放送されていた日本テレビ製作のスポーツ情報番組である。1989年10月1日からは『NFL EXPRESS』（エヌエフエル・エクスプレス）と題して放送されていた。

## 概要
米国のアメリカンフットボールリーグ・NFLの話題を専門に取り上げていた番組で、主にNFLのレギュラーシーズンゲーム、現地開催のスーパーボウル、東京ドームで行われる同リーグ主催のプレシーズンゲーム・アメリカンボウル関連の情報を紹介していた。
司会は、当時日本テレビ入社1年目の新人アナウンサーだった福澤朗と主婦タレントのセーラ・ロウエルが務めていた。番組終了時には、毎回セーラが「Keep on Watchin'! NFL on NTV」とコールしていた。